# سورانو
سورانو (به ایتالیایی: Surano) یک کومونه در ایتالیا است که در استان لچه واقع شده‌است.

## خصوصیات
سورانو ۸٫۸۵ کیلومترمربع مساحت و ۱٬۷۰۱ نفر جمعیت دارد و ۱۰۲ متر بالاتر از سطح دریا واقع شده‌است.